# Spencer Hawes
Spencer Mason Hawes (Seattle, Washington, 28 de abril de 1988) es un exjugador de baloncesto estadounidense que disputó diez temporadas en la NBA. Con 2,16 metros de altura, jugaba en la posición de pívot.

## Trayectoria

### High school
Hawes jugó en Seattle Preparatory School, donde lideró al equipo al título estatal compartiendo equipo con Martell Webster y fue elegido MVP. Se iba a presentar al draft de 2006, pero la nueva regla de esperar al menos un año después de graduarse en el instituto le impidió estar presente. Fue elegido Associated Press All-American, McDonald's All-American, Parade Magazine All-American y USA Today All-American.

### Universidad
Hawes tan solo pasó una temporada en la Universidad de Washington, donde se convirtió en el líder del equipo pese a tratarse de un freshman tras la marcha de Brandon Roy y Bobby Jones a la NBA.
Promedió 14,9 puntos (con 53,2 % de tiro) y 6,4 rebotes con los Huskies. Su tope en anotación lo marcó ante USC con 24 puntos.
Implantó un récord para un novato en la universidad con 461 puntos. Fue honorable mención All-Conference y All-Freshman Pac-10), además de freshman All-American por CollegeInsider.com.

#### Estadísticas
| Año     | Equipo     | PJ | PT | MPP  | %TC  | %3P  | %TL  | RPP | APP | ROB | TPP | PPP  |
| ------- | ---------- | -- | -- | ---- | ---- | ---- | ---- | --- | --- | --- | --- | ---- |
| 2006–07 | Washington | 31 | 24 | 28.9 | .532 | .333 | .755 | 6.4 | 1.9 | .5  | 1.7 | 14.9 |

### NBA
Hawes fue elegido por Sacramento Kings en el 10.º puesto de 1.ª ronda del draft de 2007. 
El 17 de junio de 2010 fue traspasado a Philadelphia 76ers junto con Andrés Nocioni a cambio de Samuel Dalembert.
El 20 de febrero de 2014 fue traspasado a Cleveland Cavaliers a cambio de Earl Clark, Henry Sims y una futura segunda posición del draft.
El 4 de julio de 2014, firmó un acuerdo con Los Angeles Clippers por cuatro temporadas y 23 millones de dólares.
El 15 de junio de 2015, fue traspasado a Charlotte Hornets junto a Matt Barnes, a cambio de Lance Stephenson.
El 2 de febrero de 2017, fue traspasado, junto a Roy Hibbert, a Milwaukee Bucks a cambio de Miles Plumlee. Después de 19 encuentros, el 1 de septiembre de 2017, fue cortado por los Bucks.

### G League
El 2 de marzo de 2019, Hawes firmó con los South Bay Lakers de la G League.

### Selección nacional
En 2006 formó parte de la selección de Estados Unidos que logró la medalla de oro en el Torneo de las Américas Sub-18, donde promedió 12 puntos y 7,5 rebotes. En la final ante Argentina firmó 24 puntos y 10 rebotes.

## Estadísticas de su carrera en la NBA

### Temporada regular
| Año     | Equipo        | PJ  | PT  | MPP  | %TC  | %3P  | %TL  | RPP | APP | ROB | TPP | PPP  |
| ------- | ------------- | --- | --- | ---- | ---- | ---- | ---- | --- | --- | --- | --- | ---- |
| 2007-08 | Sacramento    | 71  | 8   | 13.1 | .459 | .190 | .655 | 3.2 | .6  | .2  | .6  | 4.7  |
| 2008-09 | Sacramento    | 77  | 51  | 29.3 | .466 | .348 | .662 | 7.1 | 1.9 | .6  | 1.2 | 11.4 |
| 2009-10 | Sacramento    | 72  | 59  | 26.4 | .468 | .299 | .689 | 6.1 | 2.2 | .4  | 1.2 | 10.0 |
| 2010-11 | Philadelphia  | 81  | 81  | 21.2 | .465 | .243 | .534 | 5.7 | 1.5 | .4  | .9  | 7.2  |
| 2011-12 | Philadelphia  | 37  | 29  | 24.9 | .489 | .250 | .727 | 7.3 | 2.6 | .4  | 1.3 | 9.6  |
| 2012-13 | Philadelphia  | 82  | 40  | 27.2 | .464 | .356 | .777 | 7.2 | 2.2 | .3  | 1.4 | 11.0 |
| 2013-14 | Philadelphia  | 54  | 53  | 31.3 | .451 | .399 | .782 | 8.5 | 3.3 | .6  | 1.3 | 13.0 |
| 2013-14 | Cleveland     | 27  | 25  | 29.8 | .468 | .448 | .784 | 7.7 | 2.4 | .5  | 1.0 | 13.5 |
| 2014-15 | L.A. Clippers | 73  | 15  | 17.5 | .393 | .313 | .647 | 3.5 | 1.2 | .3  | .7  | 5.8  |
| 2015-16 | Charlotte     | 57  | 6   | 18.2 | .405 | .373 | .831 | 4.3 | 1.9 | .4  | .5  | 6.0  |
| 2016-17 | Milwaukee     | 19  | 0   | 9.0  | .508 | .346 | .778 | 2.4 | 1.0 | .1  | .2  | 4.4  |
| Total   | Total         | 684 | 368 | 22.7 | .457 | .350 | .716 | 5.7 | 1.9 | .4  | 1.0 | 8.7  |

### Playoffs
| Año   | Equipo        | PJ | PT | MPP  | %TC  | %3P  | %TL   | RPP | APP | ROB | TPP | PPP |
| ----- | ------------- | -- | -- | ---- | ---- | ---- | ----- | --- | --- | --- | --- | --- |
| 2011  | Philadelphia  | 5  | 5  | 19.6 | .364 | .000 | .500  | 3.8 | 1.8 | .0  | .4  | 5.2 |
| 2012  | Philadelphia  | 13 | 12 | 25.5 | .463 | .400 | .731  | 6.6 | 1.6 | .3  | .8  | 9.3 |
| 2015  | L.A. Clippers | 8  | 0  | 7.1  | .529 | .500 | 1.000 | 1.6 | .6  | .3  | .4  | 2.9 |
| 2016  | Charlotte     | 5  | 0  | 10.6 | .462 | .250 | .833  | 3.2 | .6  | .2  | .4  | 3.6 |
| 2017  | Milwaukee     | 3  | 0  | 5.7  | .400 | .500 | –     | 1.3 | .3  | .0  | .3  | 1.7 |
| Total | Total         | 34 | 17 | 16.4 | .449 | .389 | .737  | 4.1 | 1.1 | .2  | .6  | 5.7 |

## Vida personal
Es el sobrino de Steve Hawes, otro exjugador de la NBA.